# Lisko

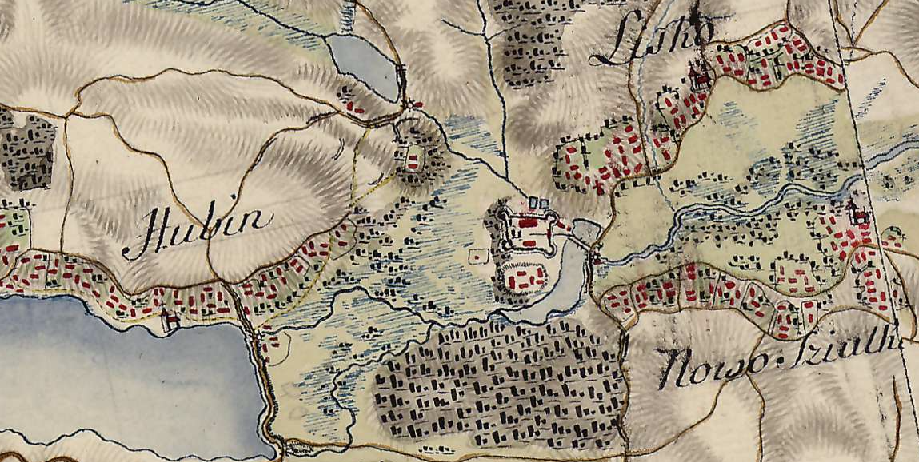
Zamek – fort na mapie z XVIII w.

Lisko (ukr. Лісок) – wieś w obwodzie lwowskim, w rejonie złoczowskim na Ukrainie.

## Położenie
Według Słownika geograficznego Królestwa Polskiego i innych krajów słowiańskich: Lisko to wieś, w powiecie kamioneckim, położona 22 km na południowy wschód od Kamionki Strumiłowej i 13 km południowy zachód od Buska.
W II Rzeczypospolitej gmina wiejska. Od 1 sierpnia 1934 r., w ramach reformy scaleniowej stała się częścią gminy Milatyn Nowy w powiecie kamioneckim.
Do 2020 w rejonie buskim. 

## Zabytki
- zamek – w miejscowości był feudalny zamek wybudowany w IX wieku, w okresie Rusi. W latach 50.-60. XX wieku na miejscu dawnego zamku były jeszcze resztki fundamentów, pozostałości wiszącego mostu, budynki dla zwierząt, ogród[4].
- kościół-kaplica z początku XX w.